# Gunung Seribu
Gunung Seribu is een bestuurslaag in het regentschap Deli Serdang van de provincie Noord-Sumatra, Indonesië. Gunung Seribu telt 185 inwoners (volkstelling 2010).